# Raión de Novoselytsia
Raión de Novoselytsia (en ucraniano: Новоселицький район) es un antiguo raión o distrito de Ucrania en el óblast de Chernivtsi. 
Comprende una superficie de 738 km².
La capital fue la ciudad de Novoselytsia.

## Demografía
Según estimación 2010 contaba con una población total de 86700 habitantes.

## Otros datos
El código KOATUU era 7323000000. El código postal 60300 y el prefijo telefónico +380 3733.